# Macedonia de Nord la Concursul Muzical Eurovision Junior
Macedonia de Nord a debutat la Concursul Muzical Eurovision Junior în anul 2003.

## Rezultate
| An   | Gazda       | Artist                                  | Titlu                                          | Poziție | Puncte |
| ---- | ----------- | --------------------------------------- | ---------------------------------------------- | ------- | ------ |
| 2003 | Copenhaga   | Marija & Viktorija                      | "Ti ne me poznavaš" (Ти не ме познаваш)        | 12      | 19     |
| 2004 | Lillehammer | Martina Smiljanovska                    | "Zabava" (Забава)                              | 7       | 64     |
| 2005 | Hasselt     | Denis Dimoski                           | "Rodendeski baknež" (Родендески бакнеж)        | 8       | 68     |
| 2006 | București   | Zana Aliu                               | "Vljubena" (Вљубена)                           | 15      | 24     |
| 2007 | Rotterdam   | Rosica Kulakova și Dimitar Stojmenovski | "Ding Ding Dong" (Динг Динг Донг)              | 5       | 111    |
| 2008 | Limassol    | Bobi Andonov                            | "Prati mi SMS" (Прати ми СМС)                  | 5       | 93     |
| 2009 | Kiev        | Sara Markovska                          | "Za ljubovta" (За љубовта)                     | 12      | 31     |
| 2010 | Minsk       | Anja Veterova                           | "Magična pesna (Eo,Eo)" (Магична песна (Eo,Eo) | 12      | 38     |
| 2011 | Erevan      | Dorijan Dlaka                           | "Zhimi ovoj frak" (Жими овој фрак)             | 12      | 31     |
| 2013 | Kiev        | Barbara Popovič                         | "Ohrid i muzika" (Охрид и музика)              | 12      | 19     |
| 2015 | Sofia       | Ivana Petkovska & Magdalena Aleksovska  | "Pletenka- Braid of Love"                      | 17      | 26     |
| 2016 | Valletta    | Martija Stanojkovic                     | "Love Will Lead Our Way (Ljubovta ne vodi)"    | 12      | 41     |
| 2017 | Tbilisi     | Mina Blazev                             | "Dancing Trough Life"                          | 12      | 69     |
| 2018 | Minsk       | Marija Spasovska                        | "Doma"                                         | 12      | 99     |
| 2019 | Gliwice     | Mila Moskov                             | "Fire"                                         | 6       | 150    |
| 2021 | Paris       | Dajte Muzika                            | "Green Forces"                                 | 9       | 114    |
| 2022 | Erevan      | Lara feat. Jovan & Irina                | "Životot e pred mene" (Животот е пред мене)    | 14      | 54     |
| 2023 | Nisa        | Tamara Grujeska                         |                                                |         |        |

## Istoria voturilor (2003-2010)
Republica Macedonia a dat cele mai multe puncte pentru ...
| Poziție | Țară    | Puncte |
| ------- | ------- | ------ |
| 1       | Serbia  | 50     |
| 2       | Belarus | 48     |
| 3       | Croația | 44     |
| 4       | România | 36     |
| 5       | Belgia  | 33     |

Republica Macedonia a primit cele mai multe puncte de la ...
| Poziție | Țară    | Puncte |
| ------- | ------- | ------ |
| 1       | Serbia  | 38     |
| 2       | România | 32     |
| 3       | Belarus | 25     |
| 4       | Croația | 22     |
| =       | Rusia   | 22     |